# Sombrio (ort)
Sombrio är en ort i Brasilien.   Den ligger i kommunen Sombrio och delstaten Santa Catarina, i den södra delen av landet, 1 500 km söder om huvudstaden Brasília. Sombrio ligger 2 meter över havet och antalet invånare är 14 864.
Terrängen runt Sombrio är huvudsakligen platt, men västerut är den kuperad. Det finns inga andra samhällen i närheten.
Omgivningarna runt Sombrio är en mosaik av jordbruksmark och naturlig växtlighet.